# オットー・メルツ
オットー・メルツ（Otto Merz、1889年6月12日 - 1933年5月18日）は、19世紀末から1920年代のドイツのレーシングドライバーである。ダイムラー社（Daimler Motoren Gesellschaft、DMG）のワークスドライバーである。

## 経歴
1889年、ドイツ南部シュヴァーベン地方のエスリンゲン・アム・ネッカーで、錠前屋のカール・ゴッドローブ・メルツの子として生まれた。
1906年にダイムラー社（DMG）に整備士として雇われ、テオドール・ドレハー（アントン・ドレハーの子）や、実業家のヴィリー・ポージのような裕福な車好きの運転士兼整備士を務めた。

### サラエボ事件

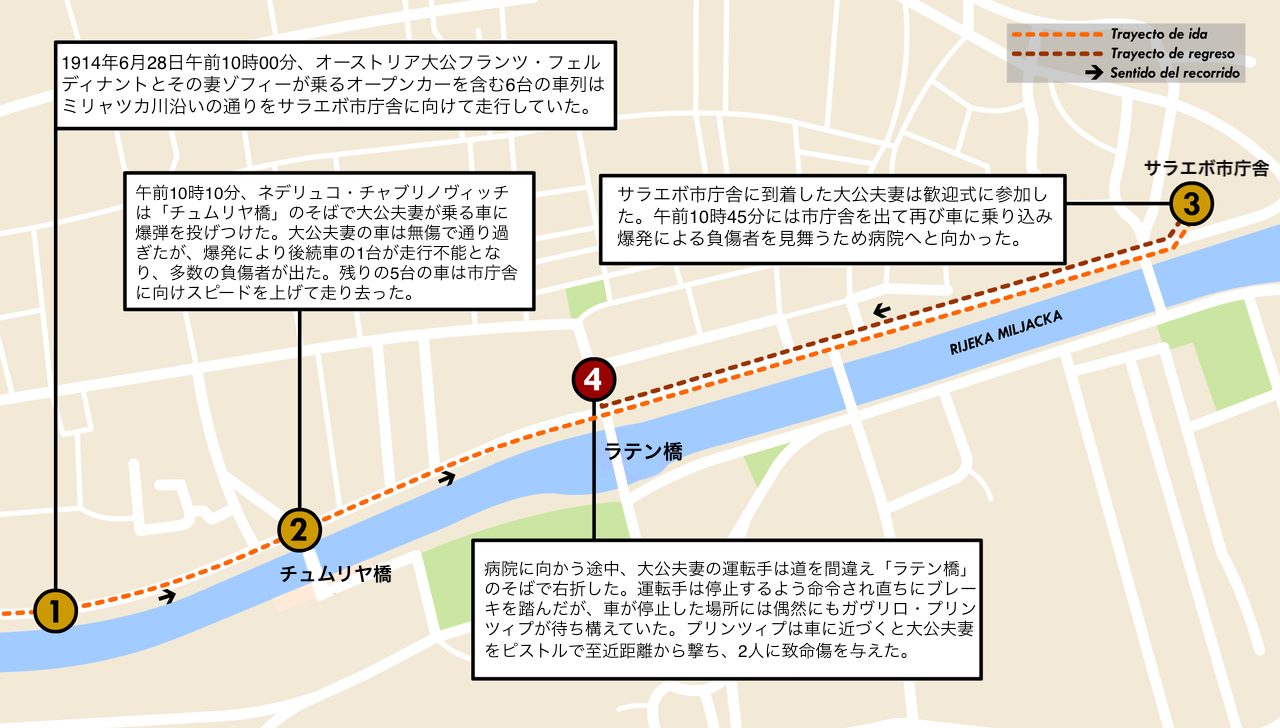
地図の2の地点で爆弾が爆発した。

1914年6月28日、オーストリア大公フランツ・フェルディナント夫妻がサラエボを訪れた際、メルツは大公の車列に加わっていたアレクサンデル・フォン・ボース＝ヴァルデック（Alexander von Boos-Waldeck）の運転手を務めていた。
大公の暗殺を図って車列を狙ったネデリュコ・チャブリノヴィッチが投げた爆弾は、大公の車には当たらず、メルツが運転する車両の下で爆発した。これにより、ボース＝ヴァルデックや沿道の多くの見物客たちが負傷することとなり、メルツはその当事者となる。
大公の暗殺計画は2段階あり、同日、大公はガヴリロ・プリンツィプの銃撃により死亡した。

### レースにおける経歴

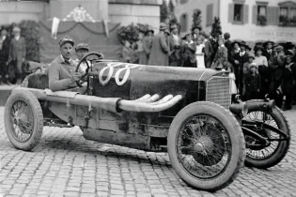
1921年クラウゼンパス

第一次世界大戦の終戦後、メルツはダイムラーでレーシングドライバーとしてのキャリアを開始した。
1924年にソリチュード・サーキットで開催されたレースやクラウゼンパス・ヒルクライムで勝利した。
シュツットガルト近郊のソリチュードでは1925年と1926年にはソリチュード宮殿周辺の閉鎖路でレースが開催され、メルツは両年を連覇した。1926年のレースは、同チームのアルフレート・ノイバウアーが色旗による指示を始めたレースとしても知られる。
以降のメルツのレース参戦は散発的なものとなり、主にリザーブドライバーとしてレース中に交代の必要が生じた場合の参戦が多くなった。

### 死亡事故
1933年、この時点でメルツはレースドライバーとしてはほとんど引退しており、2年ほどレースから遠ざかっていたが、5月末のアヴスレンネンにドライバーとして参戦することになる。チーム監督のノイバウアーはこのレースには一時的にチームを離れていたエースドライバーのルドルフ・カラツィオラを呼び戻して走らせることを考えていたのだが、カラツィオラは4月末に開催されたモナコグランプリで重傷を負ったため、それは不可能となった。そのため、メルツは地元レースを走りたいと要望し、チームとしてもその要望を受け入れたという経緯である。
イベントの初日、雨の中で行われた練習走行で、メルツの車両は濡れた路面で横滑りしてひっくり返り、この事故によりメルツは死去した。

## 人物
力自慢の巨漢であり、シュヴァーベン地方出身であることから「シュヴァーベンの熊」（Swabian bear）とあだ名された。メカニックがタイヤ交換する際に車両を持ち上げるであるとか、椅子に座っているチームメイトを椅子ごと持ち上げるであるとか、素手で釘を叩いて厚さ2-3cmの木製テーブルに貫通させるといったことができたという。
メルツが第一線を退いた後にメルセデスチームのエースとなったカラツィオラにとって、メルツはチームに加入した時の先輩にあたり、1924年当時のチームでよくしゃべりよく笑うドライバーの筆頭だったと述懐している。メルツの死は骨折して療養中だったカラツィオラにも大きな衝撃を与えた。